# Steinbourg
Steinbourg – miejscowość i gmina we Francji, w regionie Grand Est, w departamencie Dolny Ren.
Według danych na rok 1990 gminę zamieszkiwało 1927 osób, a gęstość zaludnienia wynosiła 151 osób/km² (wśród 903 gmin Alzacji Steinbourg plasuje się na 135. miejscu pod względem liczby ludności, natomiast pod względem powierzchni na miejscu 169.).